# ロシアのウクライナ侵攻とウィキペディア

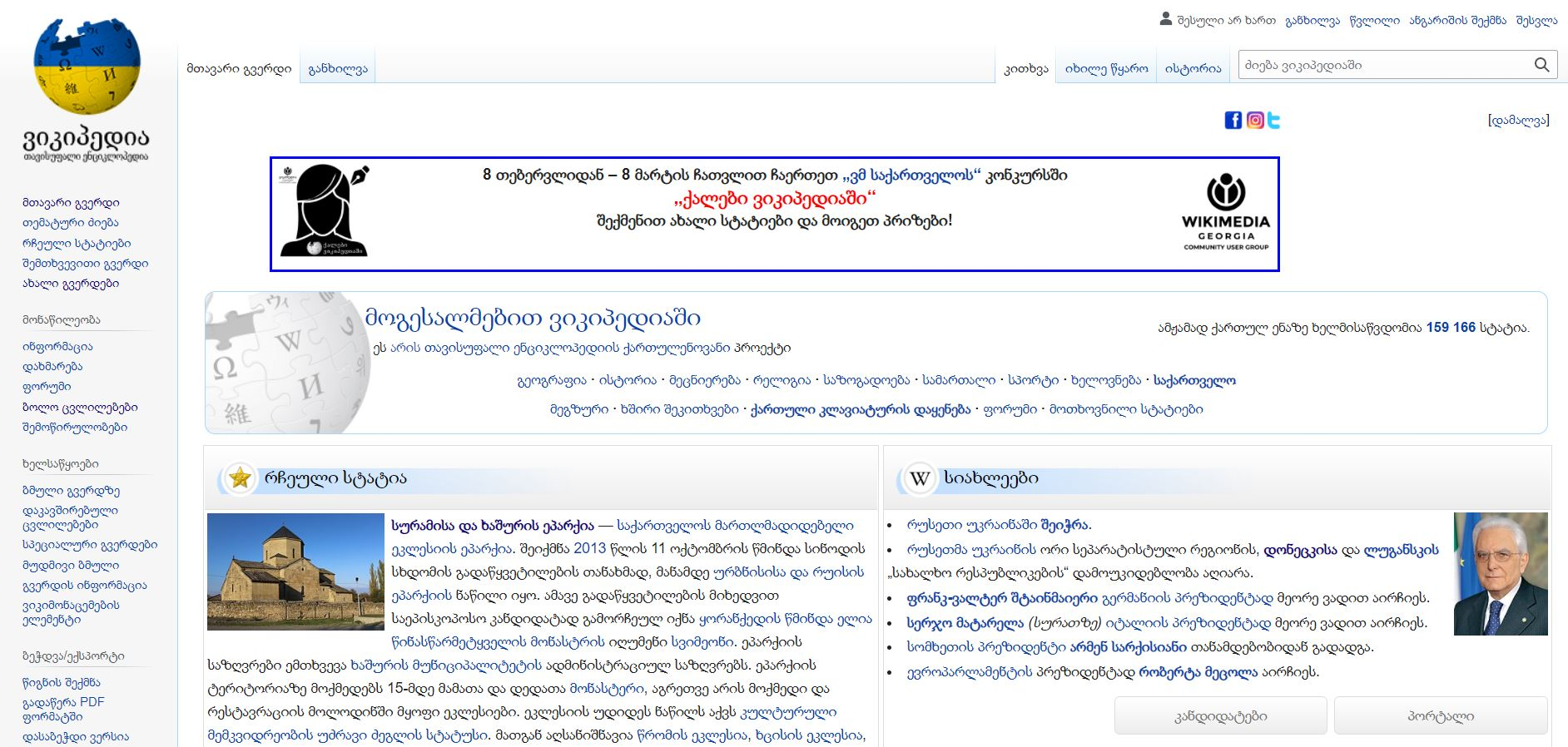
ウクライナ国旗色のロゴが表示されたグルジア語版ウィキペディアメインページのスクリーンショット（2022年2月）

2022年ロシアのウクライナ侵攻はウィキペディアの多くの言語で広く取り扱われている。この中には侵攻そのものおよびそれに関連する記事、および侵攻を受けた既存記事の加筆が含まれる。ウィキペディアおよび他のウィキメディア・プロジェクト上での取り扱い、および多数のボランティア編集者の貢献はメディアおよび政府から大きな関心を寄せられている。

## 歴史
2022年3月1日、2022年ロシアのウクライナ侵攻開始から1週間後、オンライン百科事典ウィキペディアのロシア語版サイトはロシア政府の検閲が国内でのアクセスを遮断しようとしていると告知した。ロシア政府は侵攻に関するロシア語版記事にロシア側の死傷者数やウクライナ市民の処遇といった「違法に拡散された情報」が含まれていることを理由としている。ロシア側の検閲を恐れて、Kiwixを通じたロシア語版ウィキペディアのオフライン利用を目的としたダウンロードは侵攻開始から4,000%増加し、3月上半期で105,000以上のダウンロードが行われた。
ベラルーシでは、侵攻に関する編集履歴を晒されたロシア語版ウィキペディアの編集者マルク・ベルンシュテインが逮捕された。
2009年にRIAノーボスチ、ロシア憲法裁判所、ロシア連邦最高裁判所、ロシア高等仲裁裁判所によって創立されたロシア法的情報局は2022年3月22日、ロシア連邦公会議所情報社会、メディア、マスコミュニケーション推進副委員長のアレクサンドル・マルケヴィッチ（Alexander Malkevich）へのインタビューを公表した。インタビューの中で、マルケヴィッチは（ロシア語版および他言語版を含む）ウィキペディアが「ロシアに対する情報戦の橋頭堡」と化していると語った。彼はまた、ロシアの法執行機関がウィキペディア記事で「政治的な編集」を行った利用者13名および「ロシアに対する情報戦に参加した」約30,000名を特定したと述べた。
『ノーヴァヤ・ガゼータ』によれば、エフゲニー・プリゴジンと関連ある親クレムリン組織がウィキペディア編集者を含む「ロシアへの情報攻撃の協力者」の特定にいそしんでいるとされている。『ノーヴァヤ・ガゼータ』はまた、ロシア特別通信局（ロシア連邦警護庁の一部門）職員がウィキペディア編集を通して親クレムリン的プロパガンダの拡散を試みていると報じている。
3月31日、通信・情報技術・マスコミ分野監督庁はウィキペディアに対しロシア人に「誤解を与えている」侵攻に関する情報を削除するよう要求し、応じない場合は最大400万ルーブルの罰金が課せされると警告した。2022年6月、ウィキメディア財団は罰金を不服とし、ロシアの人々は侵攻に関する事実を知る権利があると主張した。
2022年4月、イースト・ストラトコム・タスクフォースは親ロシアのフェイクニュースがウィキメディアで少なくとも625記事において引用されていると明らかにした。引用の多くはロシア語版（136記事）、アラビア語版（70記事）、スペイン語版（52記事）、ポルトガル語版（45記事）、ベトナム語版（32記事）に存在した。英語版ウィキペディアではほとんどの引用が除去されていた。
2022年の4月から5月にかけて、ロシア当局はウィキペディアの複数記事を禁止サイトリストに掲載した。リストには2022年ロシアのウクライナ侵攻、ラシズム、ウクライナ紛争での軍事行動及び戦争犯罪に関するロシア語版ウィキペディア上の複数記事、およびロシア語版ウラジーミル・プーチンの記事の2章が掲載されていた。
2022年5月、ウィキメディア財団はロシアのウクライナ侵攻に関する記事の件で500万ルーブルの罰金が科せられた。ロシアはウィキペディアを含むプラットフォーム上で1660万もの「偽情報」を拡散する投稿があったと主張している。ウィキメディア財団は「情報は事実に基づいたもので、継続的に記事の編集・改善に携わるボランティアの検証を受けており、その削除は人々の表現の自由および知識を得る権利の根本的侵害である」と主張し、6月に不服を申し立てた。
2022年7月20日、ウクライナ紛争に関する記事削除を拒否したため、通信・情報技術・マスコミ分野監督庁は検索エンジンに対しウィキペディアを違法サイトと表示するよう命令した。
2022年11月1日、ウィキメディア財団はロシア語版ウィキペディア上にある2記事の削除に応じなかったため、ロシアの裁判所から罰金200万ルーブルの支払いを命じられた。
2023年2月28日、ウィキメディア財団はロシア軍の2旅団に関する記事の削除に応じず、侵攻中のハルキウ、リシチャンシク、マリウポリでのロシア軍の活動に関する信頼できないと思われる情報を拡散したとして、モスクワの裁判所から罰金200万ルーブルの支払いを命じられた。同年4月6日、同裁判所は連邦過激派文書リストに掲載されているロックバンド・サイヘアの歌詞を掲載したとして、財団に対し追加で罰金80万ルーブルの支払いを命じた。同月13日、同裁判所はロシア語版の記事「ロシア軍占領下のザポリージャ州」を削除しなかったとして財団に対し罰金200万ルーブルの支払いを命じた。

## ウィキペディアからの反応
グルジア語版およびウクライナ語版ウィキペディアはロゴをウクライナの国旗と同じ青黄色のものに変更した。
ウィキメディア財団は「自由で開かれた知識へのアクセスを続け」るとともに「紛争をただちに、平和的に解決するよう」呼びかける声明を2022年3月1日に発表した。